# Chiara Valentini (giornalista)
Chiara Valentini (Parma, 16 luglio 1941) è una giornalista e scrittrice italiana.

## Biografia
Si laurea in giurisprudenza a Parma con una tesi sul delitto d'onore. In quegli anni organizza il Festival internazionale del Teatro sperimentale e universitario e con Andrea Calzolari e Oddone Pattini, fonda la rivista delle neoavanguardie Teatro Festival.
Presa la via del giornalismo, collabora col Corriere della Sera, nella pagina dei giovani. Nel 1968 è selezionata fra 1300 candidati al primo e unico concorso pubblico RAI per telecronisti. Non entra tra i 23 vincitori ma inizia ugualmente una brillante carriera nel settore.
Per un anno fa apprendistato a Roma all'ombra di Nuccio Fava, Giancarlo Saltalmassi, Paolo Frajese, Bruno Pizzul, Bruno Vespa. Ben presto però accetterà la proposta di Lamberto Sechi di far parte del gruppo di giovani d'assalto che dovranno rilanciare il settimanale Panorama, e ritorna a Milano. Per Panorama scriverà di contestazione e di femminismo diventando in seguito il primo caposervizio donna, nel settore cultura.
Negli anni Settanta inizia una proficua attività di scrittrice biografica e d'inchiesta. Lascia quindi Panorama per dissensi con l'allora direttore Claudio Rinaldi, per L'Espresso diretto da Giovanni Valentini. Qui seguirà le vicende dell'ultima Unione Sovietica e della prima Russia.
Negli anni Novanta viene mandata a fare un reportage sugli stupri etnici in Bosnia e ne scrive su L'Espresso prima e in un pamphlet, L'arma dello stupro, con Elena Doni. Da allora il suo lavoro giornalistico si intreccia con la galassia post femminista e le sue battaglie.

## Opere
- La storia di Dario Fo, Milano, Feltrinelli, 1977; 1997. ISBN 88-07-81475-7.
- Dall'interno della guerriglia, con Romano Cantore e Carlo Rossella, Milano, A. Mondadori, 1978.
- Care compagne. Il femminismo nel PCI e nelle organizzazioni di massa, con Laura Lilli, Roma, Editori Riuniti, 1979.
- Il compagno Berlinguer, Milano, A. Mondadori, 1985.
- Berlinguer il segretario, Milano, A. Mondadori, 1987. ISBN 88-04-30350-6.
- Berlinguer, Milano, A. Mondadori, 1989. ISBN 88-04-32163-6; Roma, Editori Riuniti, 1997. ISBN 88-359-4241-1; 2004. ISBN 88-359-5504-1; Roma, Nuova Iniziativa Editoriale-Editori Riuniti, 2007; Milano, Feltrinelli, 2014. ISBN 978-88-07-88449-8.
- Il nome e la cosa. Viaggio nel Pci che cambia, Milano, Feltrinelli, 1990. ISBN 88-07-08085-0.
- L'arma dello stupro. Voci di donne della Bosnia, con Elena Doni, Palermo, La Luna, 1993. ISBN 88-7823-039-1.
- Le donne fanno paura, Milano, Il Saggiatore, 1997. ISBN 88-428-0569-6; Milano, EST, 2000. ISBN 88-428-0842-3.
- La fecondazione proibita, Milano, Feltrinelli, 2004. ISBN 88-07-17104-X.
- O i figli o il lavoro, Milano, Feltrinelli, 2012. ISBN 978-88-07-17225-0.
- Enrico Berlinguer, Milano, Feltrinelli, 2014, ISBN 978-88-07884-498.